# Fitatsia ampingensis
Fitatsia ampingensis là một loài tò vò trong họ Ichneumonidae.